# Derek Jacobi
Derek George Jacobi (Londres, 22 de octubre de 1938) es un actor británico.

## Biografía
Nació en el seno de una familia de ascendencia alemana. Sus padres, Alfred George Jacobi y Daisy Gertrude Masters, se dedicaron al comercio: poseían una tienda de dulces y un estanco.

### Formación
Asistió al Leyton High Road, donde fue miembro del club de teatro The Players of Leyton. Dado que se trataba de una escuela masculina, actuó en papeles femeninos hasta que su voz cambió. Su primer papel masculino en The Last of the Inca. El segundo fue Hamlet, muy aclamado en la actuación escolar en el Festival de Edimburgo de 1957.
A los 18 años, ingresó en la Universidad de Cambridge con una beca de tres años, y allí coincidió con Ian McKellen y Trevor Nunn. Eligió la especialidad de Historia, dado que no existía la de Arte Dramático como tal. Durante su estancia en Cambridge, recibió muchos papeles de protagonista: entre ellos, Hamlet de nuevo. 
Tras protagonizar con gran éxito Eduardo II, fue invitado a unirse al Birmingham Repertory Theatre después de su graduación.

### Trayectoria
Actuó en Birmingham hasta que sir Laurence Olivier, tras asistir a la representación de Enrique VIII, le ofreció la oportunidad de ser uno de los ocho miembros fundadores del nuevo Royal National Theatre, en Londres. De esta época data su primera actuación en cine con Otelo (1965).
Tras ocho años en el National Theatre, donde compartió escenario, entre otros, con Joan Plowright en Saint Joan y Maggie Smith en Black Comedy y Hay Fever, Jacobi empezó a tomar parte en diversas producciones, incluidas algunas de la televisión. Así, en 1972 protagonizó la miniserie Man of Straw, de la BBC, dirigida por Herbert Wise, quien también lo seleccionó para el papel principal en la galardonada miniserie histórica, que lo haría conocido mundialmente Yo, Claudio en 1976. Igualmente actuó en las producciones de la BBC sobre Shakespeare, en los papeles principales de Ricardo II y Hamlet. 
En cuanto a sus actuaciones teatrales, es de destacar su triunfante retorno al Birmingham Repertory Theatre con Edipo Rey. Realizó gran parte de sus giras teatrales con la Prospect Theatre Company, en la cual desempeñó papeles muy diversos, como los de Ivanov, Pericles, Prince of Tyre y de nuevo Hamlet. 
En 1980 debutó en Broadway con The Suicide y posteriormente se incorporó a la Royal Shakespeare Company, donde permaneció entre 1982 y 1985, alternando cuatro papeles de repertorio al mismo tiempo: Benedick en Mucho ruido y pocas nueces, Próspero en La tempestad, Peer Gynt y Cyrano de Bergerac, lo que constituyó un hecho sin precedentes. 
En 1986 hizo su debut comercial en el West End, con la obra biográfica de Alan Turing Breaking the Code, y más tarde actuó en Ricardo II y Ricardo III. Siguió interviniendo en obras para la televisión y el cine, tales como Inside the Third Reich (como Hitler), Little Dorrit y Enrique V. 
En los 90 continuó en las tablas con Kean, Becket y Macbeth, producciones de la Royal Shakespeare Company. 
En 1991 interpretó a Dédalo en un episodio de "El Narrador de Cuentos" - Mitos Griegos.
En 1995 y 1996, como hiciera en su momento sir Laurence Olivier, fue director artístico de los Chichester Festival Theatres durante dos temporadas triunfales, y también trabajó allí como actor (Tío Vania). Rodó, igualmente, trece episodios de Cadfael y una versión televisiva de Breaking the Code. 
En el cine, son dignas de mención sus actuaciones en Morir todavía, Hamlet, Love is the Devil (película biográfica sobre el pintor Francis Bacon), Gladiator, Underworld: Evolution, El discurso del rey o  My Week with Marilyn.

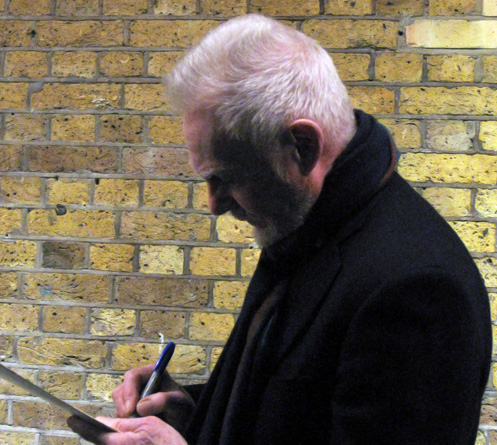
Jacobi firmando autógrafos después de su actuación en Twelfth Night, en Londres, 2009

En 1985 fue nombrado Comendador de la Orden del Imperio Británico por la Monarquía Británica. Unos años después, en 1989, fue nombrado Caballero de 1.ª Clase de la Orden de Dannebrog (Reino de Dinamarca). En 1994 fue nombrado Knight Bachelor de nuevo por la Monarquía Británica.

## Vida personal
En cuanto a su vida personal, Jacobi es abiertamente homosexual. Su pareja durante décadas ha sido Richard Clifford, con el que afianzó su relación en 2006. Ambos viven al norte de Londres.

## Controversia sobre la autoría de Shakespeare
Derek Jacobi, reconocido como uno de los mejores actores shakesperianos, se ha pronunciado públicamente en la cuestión de la autoría de Shakespeare, apoyando la teoría oxfordiana, que considera que quizá Edward de Vere, conde de Oxford, escribió las obras de Shakespeare. Jacobi ha dado charlas y conferencias sobre esta teoría y escribió los prólogos de dos libros sobre el tema en 2004 y 2005. 
En 2007, Jacobi y el también actor Mark Rylance iniciaron una "Declaración de duda razonable" sobre la autoría de la obra de Shakespeare, para fomentar nuevas investigaciones sobre la cuestión. El documento en línea fue firmado por más de 1700 personas, incluyendo más de 300 académicos.
En 2011 acepta un papel en la película Anonymous, de Roland Emmerich, y protagonizada por Rhys Ifans y Vanessa Redgrave. En el filme, Jacobi interpreta a un autor teatral que plantea la teoría oxfordiana a través de su obra. Según el actor, hacer la película era «algo muy arriesgado» por la polémica y las críticas de los stratfordianos más ortodoxos.

## Filmografía
| Año  | Película                              |
| ---- | ------------------------------------- |
| 2023 | Gladiator 2                           |
| 2014 | Grace of Monaco                       |
| 2011 | My Week with Marilyn                  |
| 2011 | Templario                             |
| 2011 | Encontrarás dragones                  |
| 2011 | Anonymous                             |
| 2010 | Más allá de la vida                   |
| 2010 | El discurso del rey                   |
| 2009 | Endgame                               |
| 2008 | Adam, memorias de una guerra          |
| 2007 | La brújula dorada                     |
| 2007 | The Riddle                            |
| 2007 | Arritmia                              |
| 2007 | Anastezsi                             |
| 2006 | Underworld: Evolution                 |
| 2006 | Nanny McPhee                          |
| 2002 | Two Men Went To War                   |
| 2001 | Gosford Park                          |
| 2001 | The Body                              |
| 2000 | Gladiator                             |
| 2000 | Up at the Villa                       |
| 1999 | Molokai: La historia del Padre Damián |
| 1998 | Love is the Devil                     |
| 1998 | Basil                                 |
| 1996 | Hamlet                                |
| 1991 | Morir todavía                         |
| 1990 | The Fool (El especulador)             |
| 1989 | Enrique V                             |
| 1988 | Little Dorrit                         |
| 1981 | Enigma                                |
| 1980 | El factor humano                      |
| 1974 | Odessa                                |
| 1973 | Chacal                                |
| 1965 | Otelo                                 |

| Año       | Serie |
| --------- | --- |
| 2023      | Good Omens |
| 2019      | The Crown |
| 2013      | Vicious |
| 2012      | Titanic: Blood and Steel                                                                                         |
| 2011      | The Borgias |
| 2008-2009 | Diamonds |
| 2007      | Doctor Who: Utopia (en el rol de The Master)                                                                     |
| 2006      | Pinochet's Last Stand                                                                                            |
| 2004      | Marple: The Murder at the Vicarage                                                                               |
| 2003      | Doctor Who: Scream of the Shalka                                                                                 |
| 2002      | The Gathering Storm                                                                                              |
| 2001      | Frasier: The Show Must Go Off                                                                                    |
| 2000      | Jasón y los argonautas                                                                                           |
| 1996      | Descifrando el código                                                                                            |
| 1994-1998 | Cadfael |
| 1991      | The Storyteller - Myth Greeks                                                                                    |
| 1990      | The Civil War |
| 1986      | Mr Pye |
| 1982-1988 | Hallmark Hall of Fame: - El décimo hombre (1988) - El jardín secreto (1987) - The Hunchback of Notre Dame (1982) |
| 1982      | Inside the Third Reich                                                                                           |
| 1977      | Philby, Burgess and Maclean                                                                                      |
| 1976      | Yo, Claudio |
| 1974      | The Pallisers |
| 1972      | Man of Straw |
| 1972      | The Strauss Family                                                                                               |
| 1967      | Much Ado About Nothing                                                                                           |
| 1961      | BBC Sunday-Night Play: She Stoops to Conquer                                                                     |

## Trayectoria en teatro (selección)
- King Lear (2010)
- A Voyage Round My Father (2006)
- Uncle Vanya (1995)
- Hadrian VII (1996)
- Macbeth (1993)
- Breaking The Code (1991)
- Becket (1990)
- Kean (1989)
- Richard III (1988)
- Richard II (1988)
- Mad, Bad, and Dangerous to Know (1985)
- The Tempest (1983)
- Cyrano de Bergerac (1982)
- Much Ado About Nothing (1982)
- Peer Gynt (1981)
- The Lady’s Not For Burning (1978)
- Antony and Cleopatra (1977)
- Hamlet (1977)
- A Month in the Country (1975)
- Ivanov (1972)
- The Grand Tour (1972)
- A Woman Killed With Kindness (1971)
- Hay Fever (1970)
- The Idiot (1970)
- The Beaux’ Stratagem (1970)
- The Merchant of Venice (1970)
- The White Devil (1969)
- Macrunes’s Guevara (1969)
- Back to Methuselah (1968)
- Love’s Labour’s Lost (1968)
- A Most Unwarrantable Intrusion (1968)
- Edward II (1968)
- The Advertisement (1968)
- Tartuffe (1967)
- As You Like It (1967)
- Three Sisters (1967)
- Trelawny of the Wells (1965)
- Much Ado About Nothing (1965)
- Black Comedy (1965)
- The Master Builder (1964)
- Othello (1964)
- The Royal Hunt of the Sun (1964)
- The Recruiting Officer (1963)
- Hamlet ( 1963)
- Saint Joan (1963)
- Titus Andronicus (1963)
- Troilus and Cressida (1963)
- Henry VIII (1963)
- The Bells (1962)
- Double Deceit (1962)
- Look Back in Anger (1962)
- The Keep (1962)
- Duel of Angels (1962)
- The Rivals (1962)
- Saint’s Day (1962)
- The Tempest (1962)
- Beauty and the Beast (1962)
- The Way of the World ( 1961)
- Mick, The Caretaker (1961)
- The Traveller Without Luggage (1961)
- The Love of Four Colonels (1961)
- Roots ( 1961)
- A Man For All Seasons (1961)
- Naked Island (1961)
- She Stoops to Conquer (1961,)
- Antony and Cleopatra (1961)
- Three Cavaliers (1960)
- Hobson’s Choice (1960,)
- Strange To Relate (1960)
- One Way Pendulum (1960)
- Revenger’s Tragedy (1958)

## Premios
Premios Globo de Oro
| Año  | Categoría                                              | Película         | Resultado |
| ---- | ------------------------------------------------------ | ---------------- | --------- |
| 1989 | Mejor actor de reparto de serie, miniserie o telefilme | El décimo hombre | Candidato |

Premios BAFTA
| Año  | Categoría              | Película                    | Resultado |
| ---- | ---------------------- | --------------------------- | --------- |
| 1997 | Mejor actor - TV       | Descifrando el código       | Candidato |
| 1991 | Mejor actor de reparto | Morir todavía               | Candidato |
| 1977 | Mejor actor - TV       | Philby, Burgess and Maclean | Candidato |
| 1976 | Mejor actor - TV       | Yo, Claudio                 | Ganador   |

Premios del Sindicato de Actores
| Año  | Categoría     | Película            | Resultado |
| ---- | ------------- | ------------------- | --------- |
| 2010 | Mejor reparto | El discurso del rey | Ganador   |
| 2001 | Mejor reparto | Gosford Park        | Ganador   |
| 2000 | Mejor reparto | Gladiator           | Candidato |

Premios Primetime Emmy
| Año  | Categoría                                      | Película               | Resultado |
| ---- | ---------------------------------------------- | ---------------------- | --------- |
| 2001 | Mejor actor invitado - Comedia                 | Frasier                | Ganador   |
| 1989 | Mejor actor de reparto - Miniserie o telefilme | El décimo hombre       | Ganador   |
| 1982 | Mejor actor - Miniserie o telefilme            | Inside the Third Reich | Candidato |

Premios Tony
| Año  | Categoría                                   | Obra                       | Resultado |
| ---- | ------------------------------------------- | -------------------------- | --------- |
| 1988 | Mejor actor principal en una obra de teatro | Breaking the Code          | Candidato |
| 1985 | Mejor actor principal en una obra de teatro | Mucho ruido y pocas nueces | Ganador   |